# Crucible Theatre

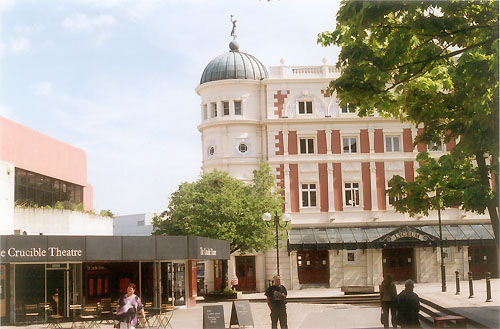
Po lewej stronie widoczne wejście do Crucible Theatre

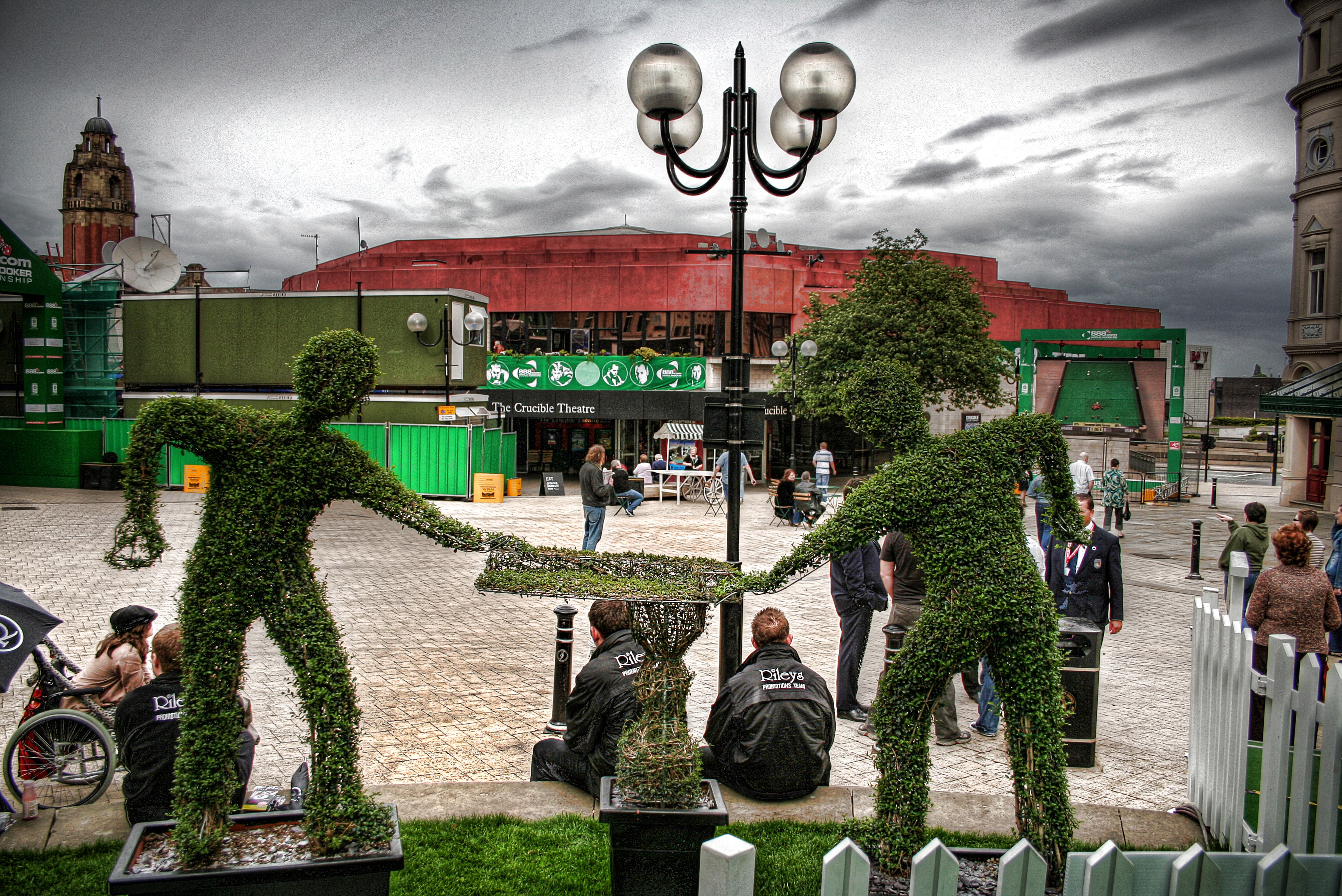
Crucible Theatre

Crucible Theatre − teatr położony w centrum Sheffield, otwarty w 1971 roku.
Widownia głównej sceny może pomieścić 980 osób. W budynku Crucible Theatre znajduje się także Studio Theatre Sheffield o pojemności 400 miejsc.
Dyrektorem teatru jest Samuel West.
Crucible Theatre jest najbardziej znany jako miejsce rozgrywania (nieprzerwanie od 1977 roku) Mistrzostw Świata w Snookerze.